# Dieter Stobernack
Dieter Stobernack (* 3. November 1950 in Senftenberg) ist ein ehemaliger deutscher Fußballspieler in der Abwehr. Er spielte für den BFC Dynamo und die BSG Energie Cottbus in der DDR-Oberliga.

## Karriere
Stobernack spielte in seiner Jugend von 1965 bis 1969 bei der BSG Aktivist Brieske-Senftenberg. Anschließend ging er im Rahmen seines Wehrdienstes zur ASG Vorwärts Halberstadt, bevor er 1971 nach Brieske-Senftenberg zurückkehrte. 1973 wurde Stobernack vom Oberligisten BFC Dynamo verpflichtet. Dort debütierte er in der Saison 1972/73 am 9. Juni 1973, als er am 22. Spieltag bei der 4:1-Niederlage gegen den FC Vorwärts Frankfurt (Oder) in der 55. Minute für Dieter Stumpf eingewechselt wurde. In dieser Spielzeit kam er noch drei weitere Male zu Einsätzen. 1973/74 kam er auf acht Einsätze, davon sieben durch Einwechslung. Stobernack gelang auch sein erstes Tor in der Oberliga. Am 24. November 1973, dem 11. Spieltag, schoss er nach Einwechslung für Rainer Wroblewski in der 68. Minute den Ausgleich zum 1:1-Unentschieden gegen die BSG Wismut Aue. In der folgenden Saison wurde er nur noch zweimal eingesetzt, weswegen er 1976 zum Ligakonkurrenten BSG Energie Cottbus ging. In der Rückrunde 1975/76 absolvierte er noch elf von 13 Partien. Seinen ersten Auftritt hatte Stobernack am 7. Februar 1976, als er bei der 2:0-Niederlage gegen die BSG Sachsenring Zwickau in der Startelf stand. Sein einziges Oberligator für Energie Cottbus gelang ihm am 17. April 1976 beim 1:0-Sieg über den Halleschen FC Chemie. Nach dem Abstieg in die zweitklassige DDR-Liga kam er noch elfmal für Cottbus zum Einsatz und schoss ein Tor. 1977 wechselte er zur BSG Bergmann-Borsig Berlin, wo er neun Jahre blieb und dort 1986 seine Karriere beendete.